# Снимката
„Снимката“ (на английски: The Photograph) е американска романтична драма от 2020 г., написан и режисиран от Стела Меги. Във филма участват Иса Рей, Лакит Стенфийлд, Лил Рел Хауъри, Роб Морган и Кортни Б. Ванс. Филмът е пуснат в САЩ на 14 февруари 2020 г. от Universal Pictures. Получава генерално благоприятни отзиви от критиците и печели $20 милиона.